# 毡画
毡画,是蒙古族特有的工艺品，是用上等白色羊毛作为材料，压制成毡后用烙铁在毡上烫出黄印作画而成。内容多为蒙古的历史人物或自然鸟兽风光，生动的展现了蒙古人民对自然及国家的热爱。

## 历史
毡画起源于西汉末年，兴盛于东汉，当时称为烫画。距今已有两千多年的历史。

## 工艺
古时，毡画用手工烙铁焊制，如今已存在多种制作毡画的现代工艺技术，如运用电烙或激光烙，在使得毡画更加美观的同时也降低了制作成本。

## 价格
一般，市场上所卖的毡画价格在几十元到几千元不等。销售地以内蒙呼和浩特居多。